# Bihar i Orissa
Bihar i Orissa fou una província britànica de l'Índia, creada l'1 d'abril de 1912, separada de Bengala. Va existir fins a l'1 d'abril de 1936 quan Bihar i Orissa van esdevenir dues províncies separades.

## Tinents governadors de Bihar i Orissa (des de 1920 governadors)
- Sir Charles Stuart Bayley 1912 - 1915
- Sir Edward Albert Gait 1915 - 1918
- Sir Edward Vere Levinge (interí) 5 d'abril a 12 de juliol de 1918
- Sir Edward Albert Gait 1918 - 1920
- Satyendra Prasanna Sinha, baró Sinha de Raipur 1920 - 1921
- Havilland Le Mesurier (interí) 1921-1922
- Sir Henry Wheeler 1922 - 1927
- Sir Hugh Lansdowne Stephenson 1927 - 1932
- Sir James David Sifton 1932 - 1936